# Zülfü Livaneli
Ömer Zülfü Livanelioğlu, connu comme Zülfü Livaneli (né le 20 juin 1946 à Ilgın, dans la province de Konya, en Turquie) est un musicien et chanteur folk, romancier, réalisateur de cinéma, scénariste et compositeur de musique de film, éditorialiste et homme politique turc d'origine géorgienne.

## Biographie
Intellectuel de gauche, Zülfü Livaneli a siégé au Parlement turc pendant une législature (2002-2007) sous les couleurs du Parti républicain du peuple (CHP), avant de quitter celui-ci début 2005 pour cause de dérive antidémocratique et chauviniste de ce parti,. Il ne s'est plus représenté aux législatives de 2007.

## Discographie non exhaustive
- Chants révolutionnaires turcs - 1973
- Eşkıya Dünyaya Hükümdar Olmaz - 1975
- Merhaba - 1977
- Nazım Türküsü - 1978
- The Bus (OST) - 1978
- Alamanya Beyleri - 1979
- Atlının Türküsü - 1979
- Günlerimiz – 1980
- İnce Memet Türküsü – 1980
- Maria Farandouri Livaneli Söylüyor – 1982
- Yol (Soundtrack) – 1983
- Eine Auswahl – 1983
- Ada – 1983
- İstanbul Konseri (Concert) – 1984
- Güneş Topla Benim İçin – 1985
- Livaneli / 10 Yılın Ezgisi – 1986
- Zor Yıllar – 1986
- Hoşgeldin Bebek – 1986
- Gökyüzü Herkesindir – 1987
- Soundtracks – 1988
- Crossroads – 1990
- Saat 4 Yoksun – 1993
- Neylersin – 1995
- Yangın Yeri – 1996
- Janus (Symphonic Poems) – 1996
- Livaneli & Theodorakis : Together – 1997
- Efsane Konserler – 1997
- Nefesim Nefesine – 1998
- New Age Rhapsody, London Symphony Orchestra Plays Livaneli - 1999
- Unutulmayanlar – 1999
- İlk Türküler – 2001
- Hayata Dair - 2005

## Littérature

### Romans
- Arafat'ta Bir Çocuk (A Child In Purgatory) (1978)
- Orta Zekalılar Cenneti (The Heaven Of The Mediocre) (1991)
- Diktatör ve Palyaço (The Dictator And The Clown) (1992)
- Sosyalizm Öldü mü? (Is Socialism Dead?) (1994)
- Engereğin Gözündeki Kamaşma (The Eunuch Of Constantinople) (1996)
- Bir Kedi, Bir Adam, Bir Ölüm (Memory Of Snow) (2001)
- Mutluluk (Bliss) (2002)
- Gorbaçov'la Devrim Üstüne Konuşmalar (Conversations With Gorbachov On Revolution) (2003)
- Leyla'nın Evi (Leyla's House) (2006)
- Sevdalım Hayat (2008)
- Serenad (2011)

### Romans en traduction française
- Délivrance (titre original Mutluluk), traduit du turc par Shirin Melikoff Sayar, Gallimard, Paris 2006[3]
- Une saison de solitude (titre original Bir kedi, bir adam, bir ölum), traduit du turc par Timour Muhidine, Gallimard, Paris 2009[4]
- La maison de Leyla (titre original Leyla'nin evi), traduit du turc par Madeleine Zicavo, Gallimard, Paris 2012[5]

## Filmographie partielle

### Comme réalisateur
- 1987 : Terre de fer, ciel de cuivre (Yer Demir Gök Bakir)
- 1989 : Le Brouillard (Sis)
- 1994 : Sahmaran
- 2010 : Veda, biographie de Mustafa Kemal Atatürk

## Récompenses et distinctions

### Récompenses
- 1980 : Orange d'or de la meilleure musique lors du 17e Festival international du film d'Antalya pour Le Troupeau, réalisé par Yılmaz Güney et Zeki Ökten
- 1982 : Prix de la meilleure musique décerné par l'Association turque des critiques de films pour Yilani Öldürseler, réalisé par Türkân Şoray
- 1987 : Prix OCIC du meilleur film européen lors du 35e Festival international du film de Saint-Sébastien pour Terre de fer, ciel de cuivre (Yer Demir Gök Bakir)
- 1989 : Palme d'or lors de la Mostra de Valence du cinéma méditerranéen pour Le Brouillard (Sis) réalisé par lui-même
- 1990 : Prix de la meilleure musique décerné par l'Association turque des critiques de films pour Le Brouillard (Sis) réalisé par lui-même
- 2007 : Orange d'or de la meilleure musique lors du 44e Festival international du film d'Antalya pour Mutluluk, réalisé par Abdhullah Oğuz
- 2007 : Prix de la meilleure musique décerné par l'Association turque des critiques de films pour Mutluluk, réalisé par Abdhullah Oğuz

### Nominations
- 1989 : Orange d'or du meilleur film lors du 26e Festival international du film d'Antalya pour Le Brouillard, réalisé par lui-même